# Корнилов, Владимир Владимирович
Влади́мир Влади́мирович Корни́лов (род. 13 июля 1968, Липецк) — российский (в прошлом — украинский) политолог, историк, журналист, общественный деятель. Бывший директор Украинского филиала Института стран СНГ в Киеве и Центра евразийских исследований в Гааге. Брат журналиста и общественного деятеля Дмитрия Корнилова.
С 2014 года участвует в качестве эксперта по украинско-российским отношениям и внутриполитической ситуации на Украине на государственных российских телевизионных каналах. Политический обозреватель МИА «Россия сегодня».

## Биография
Родился 13 июля 1968 года в городе Липецк.
С 1985 года работал автослесарем Донецкого авторемонтного завода. В 1986—1988 годах проходил срочную службу в Советской Армии, в войсках РКО, сержант ВС СССР, после увольнения в запас работал токарем на Донецком авторемонтном заводе.
В 1991 году стал председателем Молодёжной ассоциации МАВР и редактором информационной службы донецкой телекомпании «7х7». С 1994 года директор «ТО ТРК Украина» (Донецк), вёл полемическую программу «Выбор». Был активным участником Интердвижения Донбасса.
В 1995—1999 годах — редактор отдела политики газеты «Комсомольская правда — Донбасс». В 1999 году — менеджер департамента реализации газеты «Fort Worth Star Telegram» (США). В 2000—2003 годах — заместитель главного редактора газеты «Салон Дона и Баса» (Донецк). В феврале-ноябре 2003 года — главный редактор газеты «Сегодня» (Киев). Оба издания входят в издательскую группу холдинга «СКМ», главным акционером которой являлся предприниматель и политик Ринат Ахметов.
Входил в состав Совета правозащитной организации «Русскоязычная Украина», ставящей своей целью защиту русского языка на Украине. В 2005 году подписал коллективное письмо в защиту русского языка на Украине.
С 2006 года руководил Украинским филиалом Института стран СНГ.
В 2011 году выпустил книгу «Донецко-Криворожская республика: Расстрелянная мечта».
В июле 2013 года ушёл с должности директора Украинского филиала Института стран СНГ и уехал из Киева.
С июня 2014 года — колумнист сайта Украина.ру.
В 2015 году стал соавтором книги «Как выигрывают выборы в США, Великобритании и Евросоюзе: анализ политических технологий», получившей в феврале 2016 года российскую национальную премию «Серебряный лучник» как лучшая работа по теории PR.
С осени 2017 года — политический обозреватель МИА «Россия Сегодня» (Москва). Постоянный участник российских политических телешоу «Время покажет», «Вечер с Владимиром Соловьёвым», «60 минут», «Своя правда» на государственных российских телеканалах.
В марте 2018 года выпустил свою первую художественную книгу — политический детектив «Убийство в Ворсхотене». В апреле того же года получил паспорт гражданина ДНР.
В сентябре 2019 года получил гражданство Российской Федерации.

## Санкции
На фоне полномасштабного вторжения России на Украину, в октябре 2022 года был внесён в санкционные списки Канады за «причастность в распространении российской дезинформации и пропаганды».
Позднее попал в санкционный список Украины против российских деятелей культуры, журналистов и блогеров от 15 января 2023 года так как он «публично призывает к агрессивной войне, оправдывает и признаёт законной вооружённую агрессию Российской Федерации против Украины».
17 марта 2023 года Корнилов внесён в санкционный список Латвии за «поддержку зверств совершённых кремлёвским режимом», с запретом въезда в страну.

## Награды
- Благодарность Президента Российской Федерации (21 февраля 2011) — за большой вклад в развитие и укрепление отношений дружбы и сотрудничества между Российской Федерацией и Украиной[15]
- Нагрудный знак Правительственной комиссии по делам соотечественников за рубежом «Почётный знак соотечественника» в номинации «СМИ» (Россия, 2008 год)[16]

### Интервью, конференции
- На «РосУкрИнформ». Архивировано 6 декабря 2012 года.
- На polittech.org. Архивировано 6 декабря 2012 года.
- Интернет-конференция на ЛІГА.net. Архивировано 6 декабря 2012 года.